# فندق أرابيا فيليكس

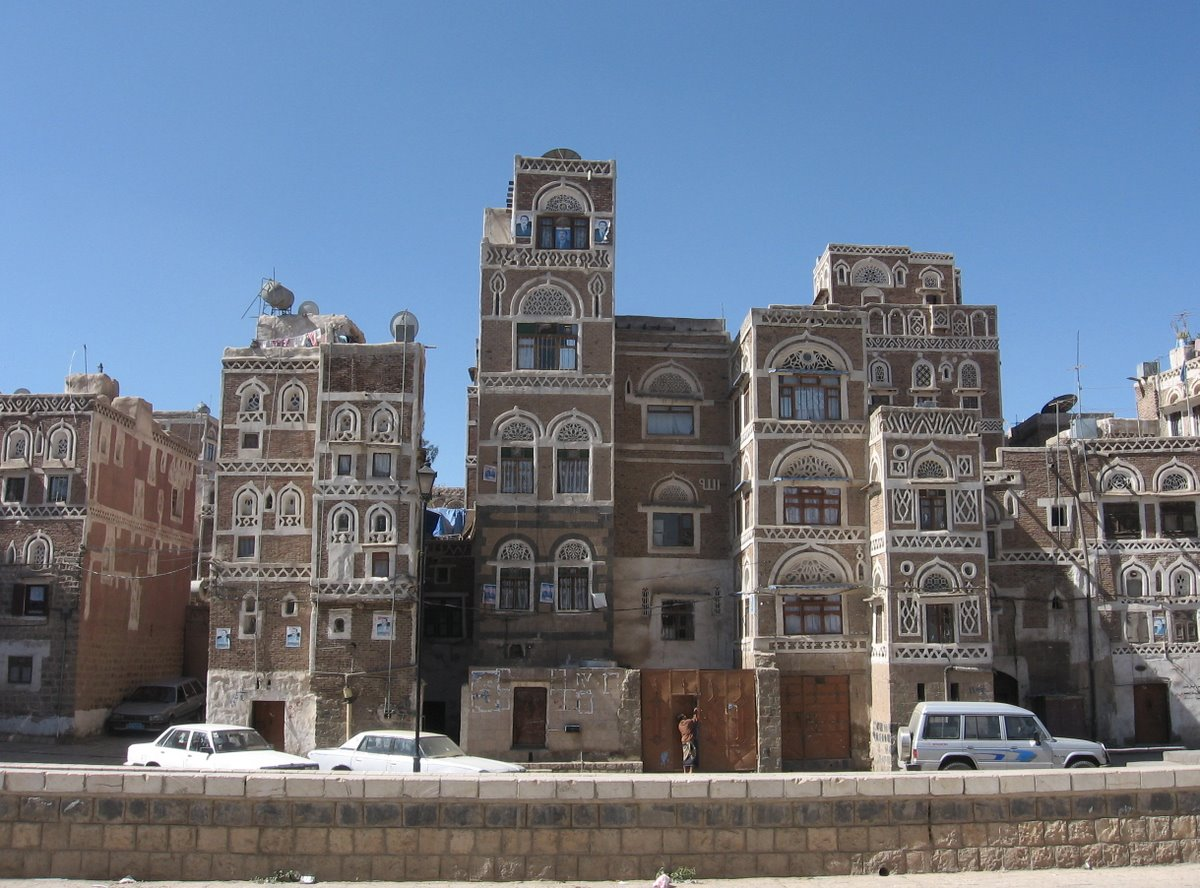

فندق أرابيا فيليكس فندق يقع في صنعاء عاصمة اليمن. كان الفندق بيتا يقع في المنطقة القديمة ثم تم تحويله إلى فندق من أجل السياح.
أرابيا فيليكس يتكون من أربع بيوت تقليدية وتقع على مقربة من الأسواق، المتحف الوطني، ومكتب بريد. يحتوي الفندق على مطعم يقدم المأكولات اليمنية.